# Campeonato Baiano de Futebol Feminino de 2016
O Campeonato Baiano de Futebol Feminino de 2016/17 é disputado por 10 clubes e tem regulamento diferente aos dos anos anteriores. Na segunda rodada, o ABRUP, foi excluído da competição.

## Clubes participantes
| Clube                | Cidade                 | Estádio                | Capacidade | Títulos (mais recente) |
| -------------------- | ---------------------- | ---------------------- | ---------- | ---------------------- |
| ABRUP EC             | Salvador               | Armando Oliveira       | 7.000      | 0 (não possui)         |
| S Catu               | Catu                   | Antônio Pena           | 8.000      | 0 (não possui)         |
| Flamengo de Feira FC | Feira de Santana       | Vila Olímpica          | 1.000      | 5 (2000)               |
| S Ilhéus             | Ilhéus                 | Mário Pessoa           | 7.000      | 0 (não possui)         |
| Juventude EVC        | Vitória da Conquista   | Edvaldo Flores         | 3.000      | 0 (não possui)         |
| AD Lusaca            | Dias d'Ávila           | Armando Oliveira       | 7.000      | 0 (não possui)         |
| S Ribeira do Pombal  | Ribeira do Pombal      | Ferreira Brito         | 5.000      | 0 (não possui)         |
| São Francisco EC     | São Francisco do Conde | Junqueira Ayres        | 3.000      | 14 (2015)              |
| S Terra Nova         | Terra Nova             | Luiz Eduardo Magalhães | 5.000      | 0 (não possui)         |
| EC Vitória           | Salvador               | CT Manoel Tanajura     | 500        | 0 (não possui)         |

## Primeira fase
Os 10 clubes divididos em 2 grupos jogarão entre si, em jogos no sistema apenas de ida, grupo contra grupos, classificando-se para a quartas de final os 4 melhore times colocadas de cada grupo.

## Jogos
Para ler a tabela, a linha horizontal representa os jogos da equipe como mandante. A coluna vertical indica os jogos da equipe como visitante.
| Jogos "clássicos" estão em negrito. | Vitória do mandante. | Vitória do visitante. | Empate. |

|                         | ABR   | CAT   | FFA   | ILH   | JVC   | LUS   | RPO   | SFC    | TNO   | VIT   |
| ----------------------- | ----- | ----- | ----- | ----- | ----- | ----- | ----- | ------ | ----- | ----- |
| ABRUP                   | —     |       | 0 - 1 |       | 0 - 1 |       |       |        | 0 - 3 |       |
| S. de Catu              | 1 - 0 | —     |       |       |       |       | 2 - 0 |        |       |       |
| Flamengo de Feira       |       |       | —     | 3 - 0 |       | 1 - 1 |       |        |       | 0 - 4 |
| S. de Ilhéus            |       | 3 - 0 |       | —     | 0 - 6 |       |       | 0 - 11 |       |       |
| Juventude               |       |       |       |       | —     |       | 4 - 2 |        |       | 2 - 3 |
| Lusaca                  |       | 9 - 0 |       |       | 1 - 1 | —     |       | 0 - 5  |       |       |
| S. de Ribeira do Pombal |       |       | 0 - 1 |       |       |       | —     | 1 - 11 | 1 - 4 |       |
| São Francisco EC        | 1 - 0 |       |       |       |       |       |       | —      |       | 1 - 0 |
| S. de Terra Nova        |       |       |       | 5 - 0 |       | 0 - 1 |       |        | —     |       |
| Vitória                 |       | 9 - 0 |       |       |       |       |       |        | 7 - 1 | —     |

## Segunda fase
|  | Quartas de final        | Quartas de final   | Quartas de final | Quartas de final |       |   | Semifinais                  | Semifinais                  | Semifinais                  | Semifinais                  |   |   | Final                     | Final                     | Final                     | Final                     |  |  |
|  |                         |                    |                  |                  |       |   | 14 e 17 de dezembro de 2016 | 14 e 17 de dezembro de 2016 | 14 e 17 de dezembro de 2016 | 14 e 17 de dezembro de 2016 |   |   | 8 e 15 de janeiro de 2017 | 8 e 15 de janeiro de 2017 | 8 e 15 de janeiro de 2017 | 8 e 15 de janeiro de 2017 |  |  |
|  |                         |                    |                  |                  |       |   |                             |                             |                             |                             |   |   |                           |                           |                           |                           |  |  |
|  | Lusaca                  |                    |                  | 15               |       |   |                             |                             |                             |                             |   |   |                           |                           |                           |                           |  |  |
|  | S. de Ilhéus            |                    |                  | 1                |       |   |                             |                             |                             |                             |   |   |                           |                           |                           |                           |  |  |
|  | S. de Ilhéus            |                    | Lusaca           | 1                | 2     | 1 | 3 (1)                       |                             |                             |                             |   |   |                           |                           |                           |                           |  |  |
|  |                         |                    |                  |                  | 2     | 1 | 3 (1)                       |                             |                             |                             |   |   |                           |                           |                           |                           |  |  |
|  |                         | Juventude-BA (pen) | 3                | 0                | 3 (4) |   |                             |                             |                             |                             |   |   |                           |                           |                           |                           |  |  |
|  | Juventude-BA            | Juventude-BA (pen) | 3                | 0                | 3 (4) |   |                             | 2                           |                             |                             |   |   |                           |                           |                           |                           |  |  |
|  | Juventude-BA            |                    |                  |                  |       |   |                             | 2                           |                             |                             |   |   |                           |                           |                           |                           |  |  |
|  | Flamengo de Feira       |                    |                  | 1                |       |   |                             |                             |                             |                             |   |   |                           |                           |                           |                           |  |  |
|  | Flamengo de Feira       |                    |                  |                  |       |   |                             |                             | Juventude-BA                | 0                           | 1 | 1 |                           |                           |                           |                           |  |  |
|  |                         |                    |                  |                  |       |   |                             |                             |                             |                             | 1 | 1 |                           |                           |                           |                           |  |  |
|  |                         | Vitória            | 6                | 8                | 14    |   |                             |                             |                             |                             |   |   |                           |                           |                           |                           |  |  |
|  | Vitória                 | Vitória            | 6                | 8                | 14    |   |                             | 10                          |                             |                             |   |   |                           |                           |                           |                           |  |  |
|  | Vitória                 |                    |                  |                  |       |   |                             | 10                          |                             |                             |   |   |                           |                           |                           |                           |  |  |
|  | S. de Ribeira do Pombal |                    |                  | 1                |       |   |                             |                             |                             |                             |   |   |                           |                           |                           |                           |  |  |
|  | S. de Ribeira do Pombal |                    | Vitória          | 1                | 2     | 1 | 3                           |                             |                             |                             |   |   |                           |                           |                           |                           |  |  |
|  |                         |                    |                  |                  | 2     | 1 | 3                           |                             |                             |                             |   |   |                           |                           |                           |                           |  |  |
|  |                         | São Francisco EC   | 1                | 1                | 2     |   |                             |                             |                             |                             |   |   |                           |                           |                           |                           |  |  |
|  | São Francisco EC        | São Francisco EC   | 1                | 1                | 2     |   |                             | 11                          |                             |                             |   |   |                           |                           |                           |                           |  |  |
|  | São Francisco EC        |                    |                  |                  |       |   |                             | 11                          |                             |                             |   |   |                           |                           |                           |                           |  |  |
|  | S. de Terra Nova        |                    |                  | 0                |       |   |                             |                             |                             |                             |   |   |                           |                           |                           |                           |  |  |

## Final

### Jogo de ida
| 8 de janeiro de 2017 | Juventude-BA | 0 – 6 | Vitória | Edivaldo Flores, Vitória da Conquista |
| 10:30                |              |       |         | Árbitro: BA Moisés Ferreira Simão     |

### Jogo de volta
| 15 de janeiro de 2017 | Vitória | 8 – 1 | Juventude-BA | Barradão, Salvador                          |
| 10:30                 |         |       |              | Árbitro: BA Irinaldo Jorge dos Santos Silva |

## Premiação
| Campeonato Baiano Feminino 2016-17 |
| ---------------------------------- |
| VITÓRIA (1º título)                |

## Classificação geral
| Pos | Times                     | Pts | J  | V | E | D | GP | GC | SG  | Classificação               |
| --- | ------------------------- | --- | -- | - | - | - | -- | -- | --- | --------------------------- |
| 1   | Vitória                   | 25  | 10 | 8 | 1 | 1 | 50 | 8  | 42  | Finalistas                  |
| 2   | Juventude-BA              | 16  | 10 | 5 | 1 | 4 | 20 | 24 | -4  | Finalistas                  |
| 3   | São Francisco EC          | 19  | 8  | 6 | 1 | 1 | 42 | 4  | 38  | Eliminados nas semifinais   |
| 4   | Lusaca                    | 14  | 8  | 4 | 2 | 2 | 40 | 11 | 29  | Eliminados nas semifinais   |
| 5   | Flamengo de Feira         | 10  | 6  | 3 | 1 | 2 | 7  | 2  | 5   | Eliminados na segunda fase  |
| 6   | Sel. de Terra Nova        | 9   | 6  | 3 | 0 | 3 | 13 | 20 | -7  | Eliminados na segunda fase  |
| 7   | Sel. de Ilhéus            | 3   | 6  | 1 | 0 | 5 | 4  | 40 | -36 | Eliminados na segunda fase  |
| 8   | Sel. de Ribeira do Pombal | 0   | 6  | 0 | 0 | 6 | 5  | 32 | -27 | Eliminados na segunda fase  |
| 9   | Sel. de Catu              | 6   | 5  | 2 | 0 | 3 | 3  | 21 | -18 | Eliminados na primeira fase |
| 10  | ABRUP                     | 0   | 5  | 0 | 0 | 5 | 0  | 7  | -7  | Eliminados na primeira fase |